# Osann partsutsaga
Osann partsutsaga är i svensk lag ett brott där en person i en rättegång ljuger under sanningsförsäkran. Det är ett mindre allvarligt brott än mened, som begås av den som ljuger efter att ha avlagt vittnesed.
I brottsbalken 15 kap 2 § stadgas:
"Den som vid förhör under sanningsförsäkran i rättegång lämnar osann uppgift eller förtiger sanningen, dömes för osann partsutsaga till fängelse i högst två år eller, om brottet är ringa, till böter eller fängelse i högst sex månader."